# Alfredo Baquerizo
Alfredo Baquerizo Moreno (Guayaquil, 28 de setembro de 1859 – Nova Iorque, 20 de março de 1951) foi um político equatoriano. Sob filiação do Partido Liberal, ocupou o cargo de presidente de seu país em três ocasiões: a primeira vez de 12 de agosto de 1912 a 30 de setembro de 1912; a segunda, entre 1 de setembro de 1916 e 31 de agosto de 1920 e, por fim, de 1 de outubro de 1931 e 31 de agosto de 1932.